# Карст (Немачка)
Карст (њем. Kaarst) град је у њемачкој савезној држави Северна Рајна-Вестфалија. Једно је од 8 општинских средишта округа Рајн Нојс. Према процјени из 2010. у граду је живјело 41.883 становника. Посједује регионалну шифру (AGS) 5162016, NUTS (DEA1D) и LOCODE (DE KAA) код.

## Географски и демографски подаци
Карст се налази у савезној држави Северна Рајна-Вестфалија у округу Рајн Нојс. Град се налази на надморској висини од 35 метара. Површина општине износи 37,4 km². У самом граду је, према процјени из 2010. године, живјело 41.883 становника. Просјечна густина становништва износи 1.120 становника/km².

## Међународна сарадња
| Мјесто | Држава    | Врста сарадње | Од    |
| ------ | --------- | ------------- | ----- |
|        | Француска | партнерство   | 1989. |
| Извор  |           |               |       |